# Коэффициент прохождения

Электромагнитная или иная волна при падении на границу раздела двух сред частично проходит и частично отражается

В нерелятивистской квантовой механике коэффициент прохождения и коэффициент отражения используются для описания вероятности прохождения и отражения волн, падающих на барьер. Коэффициент прохождения представляет собой отношение потока прошедших частиц к потоку падающих частиц. Он также используется для описания вероятности прохождения через барьер (туннелирование) частиц.
Коэффициент прохождения определяется в терминах тока вероятности j согласно:
{\displaystyle T={\frac {|j_{t}|}{|j_{i}|}},}
где {\displaystyle j_{i}} — ток вероятности падающей на барьер волны и {\displaystyle j_{t}} — ток вероятности волны прошедшей барьер.
Коэффициент отражения R определяется аналогично как {\displaystyle R={\frac {|j_{r}|}{|j_{i}|}}}, где {\displaystyle j_{r}} — ток вероятности волны отражённой от барьера. Сохранения вероятности, а в данном случае оно эквивалентно сохранению числа частиц накладывает условие на коэффициенты прохождения и отражения {\displaystyle T+R=1}.
Для примера смотрите Туннелирование через прямоугольный барьер или Надбарьерное отражение.

## ВКБ приближение
Используя ВКБ приближение, можно получить туннельный коэффициент, который записывается в виде:
{\displaystyle T={\frac {e^{-2\int \limits _{x_{1}}^{x_{2}}dx{\sqrt {{\frac {2m}{\hbar ^{2}}}\left(V(x)-E\right)}}}}{\left(1+{\frac {1}{4}}e^{-2\int \limits _{x_{1}}^{x_{2}}dx{\sqrt {{\frac {2m}{\hbar ^{2}}}\left(V(x)-E\right)}}}\right)^{2}}}} ,
где {\displaystyle x_{1},x_{2}} — две классические точки поворота для потенциального барьера. Если мы возьмём классический предел, где все остальные физические параметры намного больше постоянной Планка, записанный как {\displaystyle \hbar \rightarrow 0}, то мы увидим, что коэффициент прохождения стремится к нулю. Этот классические предел нарушается в случае нефизического (в силу неприменимости квазиклассического приближения), но более простого случая прямоугольного барьера.
Если коэффициент прохождения много меньше 1, формулу можно записать в виде:
{\displaystyle T\approx 16{\frac {E}{U_{0}}}(1-{\frac {E}{U_{0}}})e^{-2L{\sqrt {{\frac {2m}{\hbar ^{2}}}(U_{0}-E)}}}}
где {\displaystyle L=x_{2}-x_{1}} — длина потенциального барьера.